# Baricafa
Baricafa (Barikafa) ist ein osttimoresischer Suco im Verwaltungsamt Luro (Gemeinde Lautém).
Der Ort Baricafa liegt im Suco Luro.

## Geographie
Vor der Gebietsreform 2015 hatte Baricafa eine Fläche von 23,18 km². Nun sind es 21,44 km². Der Suco liegt im Süden des Verwaltungsamts Luro. Im Westen grenzt er an den Suco Afabubu, im Nordwesten trifft er auf Lacawa, im Norden Cotamutu, im Osten der Suco Luro, im Süden das Verwaltungsamt Iliomar mit seinen Sucos Fuat und Caenlio und im Südwesten die Gemeinde Baucau mit dem Verwaltungsamt Baguia und dessen Suco Uacala. In Baricafa entspringt der Fluss Letana, der nach Süden fließt und sobald den Suco verlässt Tunir heißt. Er ist ein Quellfluss des Irebere. An der Nordostgrenze entspringt der Raumoco, der daraufhin den Suco Luro durchquert.
Die größte Siedlung des Sucos ist Acaira an der Südostgrenze. Durch sie führt die überregionale Straße von Lospalos nach Iliomar. Hier befindet sich auch eine Grundschule.
In Baricafa befinden sich die drei Aldeias Afaia, Sarelari und Ussufassu.

## Einwohner

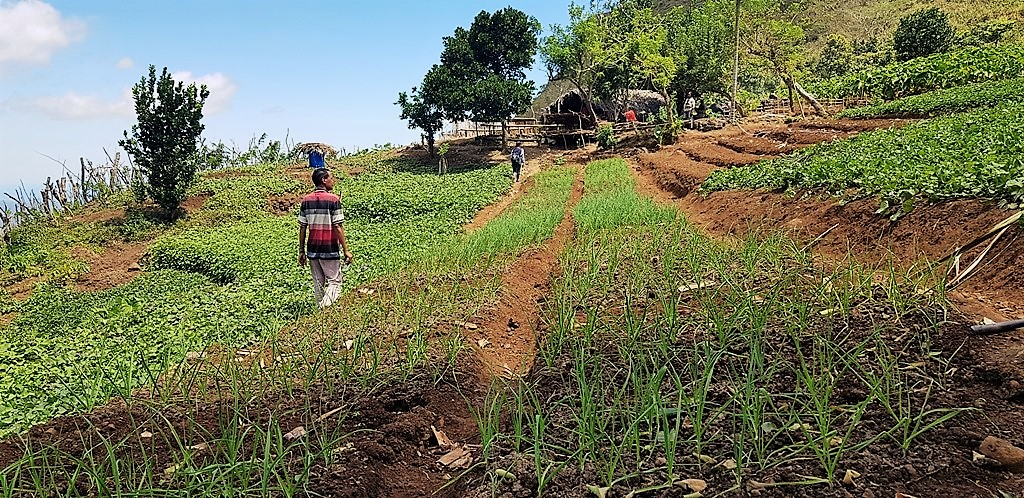
In Baricafa (2020)

Der Suco hat 1.046 Einwohner (2022), davon sind 532 Männer und 514 Frauen. Im Suco gibt es 179 Haushalte. Über 98 % der Einwohner geben Makasae als ihre Muttersprache an. Minderheiten sprechen Habun oder Tetum Prasa.

## Geschichte
Ende August 2011 starben in Baricafa vier Menschen bei einem Zusammenstoß zwischen zwei Kampfsportgruppen. Infolgedessen ordnete Premierminister Xanana Gusmão die Schließung der Kampfsportvereine an.

## Politik
Bei den Wahlen von 2004/2005 wurde Joaquim Preto zum Chefe de Suco gewählt. Bei den Wahlen 2009 gewann Lamberto Soares und wurde 2016 in seinem Amt bestätigt.